# Statisztikai nyelvtanulás csecsemőkorban
Statisztikai nyelvtanulás alatt – mint ami a pszicholingvisztikai fejlődés egyik ága – annak a folyamatnak a tanulmányozását értjük, amely során az emberek, jelen esetben a csecsemők fejlesztik a saját képességeiket a természetes nyelv minden aspektusának (fonológiai, szintaktikai, lexikális, morfológiai, szemantikai) megértéséhez. A statisztikai mintákon alapuló általános tanulási mechanizmus segítségével érzékeljük és értjük meg a nyelvi inputot.

## Történelmi háttér
A nyelvek statisztikai struktúrával rendelkeznek, amelyek inhomogenitást mutatnak a hangok, szavak és kifejezések eloszlásában. A csecsemők és kisgyermekek ezeket a statisztikai jeleket vegyítik, amikor egy nyelv hangjait és szavait tanulják, illetve azokat a struktúrákat, amelyekben ezek a szavak előfordulnak. Ennek fontosságát és relevanciáját sok vita övezi. Evolúciós értelemben a korai fejlődés, a sebesség és pontosság, amellyel egy organizmus megérti az információkat a környezetéből rendkívül fontos a túlélés szempontjából. (Saffran, 1996). A statisztikai nyelvelsajátítás háttéréről évszázados vita húzódik a racionalizmus (vagy nativizmus), és az empirizmus képviselői között, bár a kutatók többsége az utóbbi kategóriába tartozik. A nativisták (Descartes, Spinoza, Leibniz, Chomsky) azon az állásponton vannak, hogy az emberek rendelkeznek egy veleszületett, innát tudással (Russel, 2004). Noam Chomsky – ezen elmélet egyik neves képviselője – szerint a nyelvelsajátítás kreatív folyamat, a gyerek eredendően nyelvtani szerkezeteket sajátít el, amelyek révén végtelen számú mondatot tud alkotni. Tehát a tanulás mozgatója nem az utánzás, hanem az aktív szabályalkotás.
Chomsky univerzális grammatika elmélete szerint a nyelv univerzális és az emberi nyelv mögött egy alapvető nyelvtani szerkezet húzódik meg. A gyerekek képesek soha nem hallott mondatok létrehozására és felismerésére, valamint arra hogy a performanciahibákat azonosítsák. Ezért a nyelv nem lehet csak a válaszok kínálata az agyban, lenni kell valamilyen programnak vagy rendszernek, amely véges számú szóból végtelen számú mondatot képes felépíteni. Ez a program lehet a mentális nyelvtan. A végtelen számú új mondat azonban véges szabályrendszer és egyetlen nyelvtan segítségével jön létre. Chomsky mellett szól az az érv is, hogy a gyermekek nagyon gyorsan kifejlesztik magukban ezeket a bonyolult nyelvtanokat és következetes módon, jól használják új kombinációkban, ösztönösen. Jó példa erre, hogy gyerekek csak általánosítanak szüleik mondataira, nem pedig pontosan ugyanazokat ismétlik meg (Chomsky, 1965).
Állandó éles ellentétben áll ez az elmélet az empirista szemlélettel. Az episztemológiai teória szerint a tudásunk alapja a szenzoros tapasztalat.  Ennek az iskolának a képviselői (Locke, Bacon, Hobbes, Hume) gyakran jellemzik a születőben lévő elmét, mint „tabula rasa”, vagyis üres lap. Eszerint az elmélet szerint a nyelvtanulást is a környezet által nyújtott információk terület-általános tanulási mechanizmusai segítik (Russel, 2004).

## Kísérleti paradigmák

### Headturn Preference Procedure (HPP)
Az egyik leggyakrabban használt kísérleti paradigma a csecsemők statisztikai nyelvelsajátítását  kutató vizsgálatokban a Headturn Preference Procedure (HPP), amelyet Anna Fernald stanfordi pszichológus fejlesztett ki 1985-ben. Tanulmányában azt vizsgált, hogy a csecsemők előnyben részesítik-e a dajkanyelvet a normál felnőtt beszéddel szemben (Fernald, 1985). A klasszikus  eljárás során a csecsemő arccal előre ül a gondozó ölében, szemmagasságban lát egy monitort. A hangingert akkor kezdik, amikor a csecsemő a villogó fény felé néz, és akkor fejezik be, ha több mint két másodpercig elnéz. Így a gyermek alapvetően szabályozza, hogy meddig hallja az adott inger.

### Anticipált szemmozgás
Amíg a HPP engedi a viselkedéses válaszokra való ingerek megfigyelését, addig az anticipált szemmozgás paradigma lehetőséget ad a kutatóknak, hogy közvetlenül megfigyeljék az alanyok elvárásait mielőtt az esemény bekövetkezik. A kutatók képesek voltak az alanyok szemmozgásának vizsgálatával megfigyelni a csecsemő döntéshozatalát és annak a módját, hogyan kódol és viselkedik annak a tudásnak a birtokában, amivel bejósolja környezetét (Davis, 2009). A paradigma előnye, hogy szélesebb körben tudja összehasonlítani az eltérő szemmozgást és viselkedést.

## Mesterséges nyelvek
A mesterséges nyelvek rendkívül korlátozott szókinccsel és egyszerűsített nyelvtani szabályokkal rendelkeznek. Ez lehetővé teszi a kutatók számára a változók elkülönítését és nagyobb fokú ellenőrzést biztosít. Sajnos azonban a túlegyszerűsített természete, valamint a prozódia- és a hangmagasság-változások kis jelenléte miatt ezen vizsgálatok validitása kérdéses (Hay, et.al, 2011).

## Vizsgálati eredmények
Peña és munkatársai (Seidenberg, 2002) szerint elképzelhető, hogy vannak statisztikai  és  nyelvtani folyamatok. A statisztikai folyamatok egyszerűbb problémákra alkalmazhatók. Úgy tűnik tehát, hogy a nyelvtani tanulás ott kezdődik, ahol a statisztikai tanulás véget ér. Seidenberg és munkatársai (2002) azt feltételezték, hogy a statisztikai tanulás során a csecsemők nem teljes statisztikai tudáskészletük alapján kódolják a szavakat, melyek fontosak az anyanyelvükben. Kísérletükben kimutatták, hogy a szavak szegmentálását a folyékony beszéd közben a nyolc hónapos csecsemők kizárólag a szomszédos beszédhangok statisztikai összefüggéseivel végzik. A korai fejlődés, a sebesség és pontosság, amellyel a szervezet megérti az információkat a környezetéből rendkívül fontos a túlélés szempontjából. A legtöbb pszicholingvisztikai elmélet szerint jóval azelőtt, hogy a csecsemők elkezdik használni az anyanyelvüket, már információkkal rendelkeznek a hang tulajdonságait illetően. Néhány teoretikus azt feltételezi, hogy a tanulás elsődleges szerepet játszik a nyelv bonyolultabb aspektusainak elsajátítása során.
Saffran és munkatársai (1996) a már korábban kimutatott eredmény alapján, miszerint a 8 hónapos csecsemők már képesek a folyékony beszéd során a szavakat szegmentálni és később felismerni azokat, azt vizsgálták, hogy a csecsemők milyen információkat használnak, hogy a szóhatárokat szétválasszák. A szóhatárok felismerése történhet a szekvenciális hangokban fellelhető statisztikai információk segítségével. Az ún. átmeneti valószínűség akkor a legmagasabb egy nyelven belül, ha egy szón belül két hangot követ egy másik, miközben a szóhatárokat átívelő szótagoknál viszonylag alacsony. Például, „pretty # baby”-nél az átmeneti valószínűség a „pre” és a „ty” között nagyobb, mint a „ty” és a „ba” között. Korábban kimutatták, hogy a felnőttek és a gyermekek ezeket az átmeneti valószínűségeket használják a szóhatárok felismerésére, ha egy mesterséges nyelvvel előállított értelmetlen szavakat hallanak (a szóhatárokat jelző akusztikus hangzás nélkül).
Egy másik vizsgálat 7 hónapos csecsemők szabálytanulását vizsgálta 2 olyan kísérletben, amelyekben nem voltak elegek az egyszerű statisztikai vagy számolási mechanizmusok ahhoz, hogy megtanulják a szabályt (Marcus et. al, 1999). Mindkét kísérletben mesterséges nyelvből előállított háromszavas mondatokat hallottak a csecsemők a habituációs fázisban. Az első kísérletben a tesztfázisban 12 teljesen új szóból álló mondatot hallottak, amelyek fele igazodott az adott feltételben lévő nyelvtanhoz, a fele pedig nem. A második kísérletben megkülönböztették a teszt szavakat zöngésség szempontjából. Az eredmények nem kérdőjelezik a statisztikai tanulási mechanizmusok létezését, csak azt mutatják, hogy azok nem merítik ki a gyerekek tanulási mechanizmusainak repertoárját. A csecsemők rendelkeznek legalább két különböző eszközzel: 
- egy, amely nyomon követi a statisztikai kapcsolatokat, mint pl. az átmeneti valószínűségek
- egy másik, amely manipulálja a változókat, hogy a gyerekek képesek legyenek megtanulni a szabályokat

Ezek együtt sem elegek a nyelvtanuláshoz, de mindkettő szükséges és előfeltétele annak.